# لوگ (آلمان)
لوگ (به آلمانی: Lug) یک شهر در آلمان است که در زودوستپفالتس واقع شده‌است. لوگ ۶۴۸ نفر جمعیت دارد.